# Hypolytrum senegalense
Hypolytrum senegalense är en halvgräsart som beskrevs av Louis Claude Marie Richard och Christiaan Hendrik Persoon. Hypolytrum senegalense ingår i släktet Hypolytrum och familjen halvgräs. Inga underarter finns listade i Catalogue of Life.